# CX717
CX717 é um composto de ampaquina criado pelo Dr. Christopher Marrs e Gary Rogers em 1993 e desenvolvido posteriormente pelo laboratório farmacêutico Cortex Pharmaceuticals. Esta substância afeta o neurotransmissor glutamato, melhorando a memória e o desempenho cognitivo.
Em 2005 o FDA dos Estados Unidos aceitou a solicitação da Cortex Pharmaceuticals para investigar o novo fármaco em ensaios clínicos tipo II nos Estados Unidos.
Também em 2005, o Departamento de Defesa dos EUA, financiou um estudo com o CX717 e os efeitos fisiológicos da sonolência. O estudo mostrou que os macacos rhesus um melhor e mais rápido desempenho ao se administrar o fármaco.